# Obrona drukarni „Szaniec”

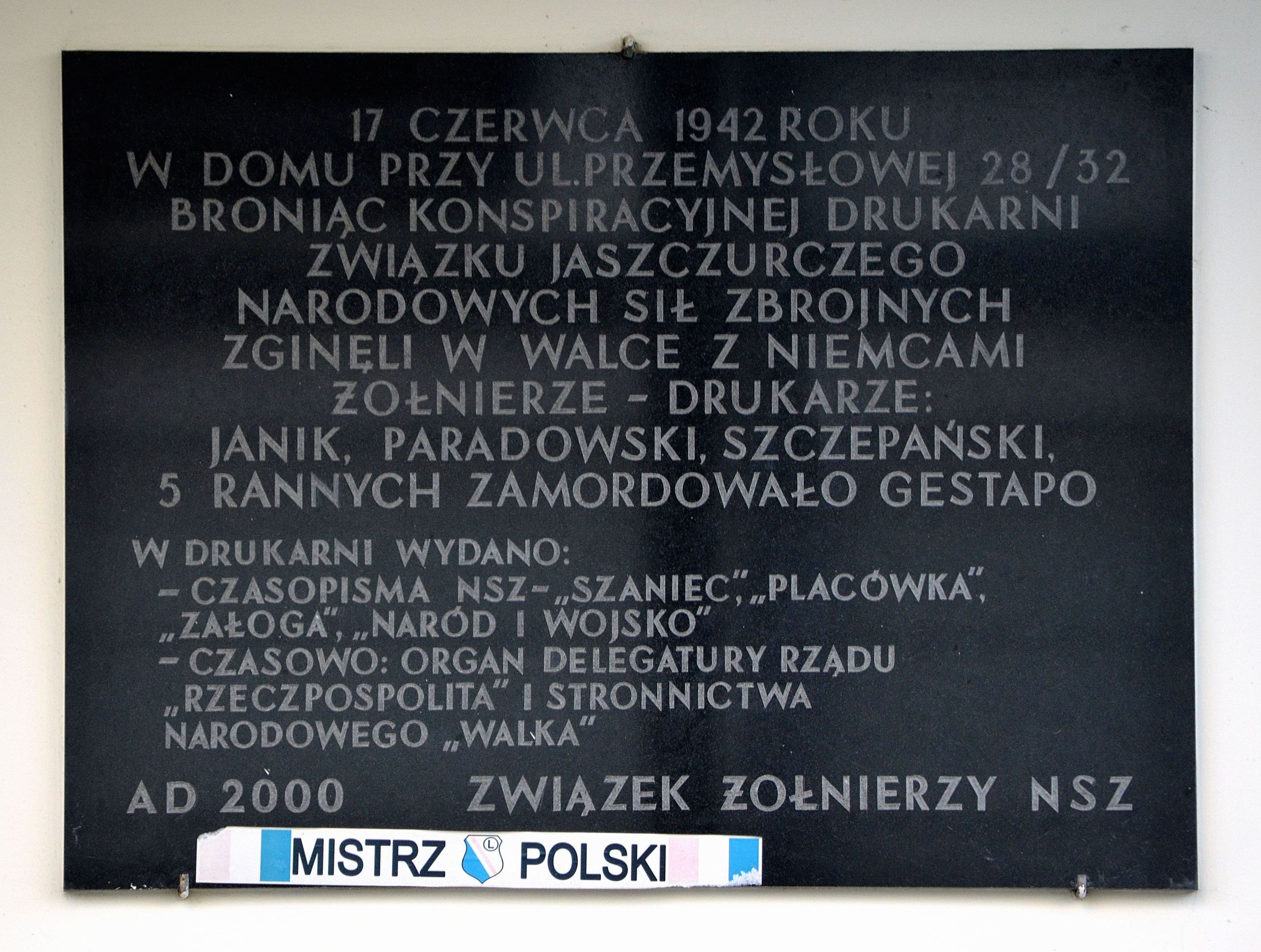
Tablica pamiątkowa na budynku przy ul. Przemysłowej 30 (od strony ul. Koźmińskiej)

Obrona drukarni "Szańca" – przeprowadzona 17 czerwca 1942 roku obrona należącej do ruchu oporu drukarni pisma „Szaniec“. 

## Opis
17 czerwca 1942 roku drukarnia Związku Jaszczurczego znajdująca się przy ulicy Przemysłowej 28/32 w Warszawie została otoczona przez oddział niemieckiej policji, SS oraz policję granatową. Zaskoczeni przy pracy trzej drukarze zginęli w trakcie walki od kul przeciwnika. Pozostałych pięciu członków ruchu oporu zostało aresztowanych i przewiezionych do siedziby Gestapo przy al. Szucha 25. 
Poległych upamiętnia tablica odsłonięta w 2000 roku